# Otrić-Seoci
Otrić-Seoci je naselje u Republici Hrvatskoj, u sastavu Općine Pojezerje, Dubrovačko-neretvanska županija. 

## Stanovništvo
Prema popisu stanovništva iz 2001. godine, naselje je imalo 841 stanovnika te 189 obiteljskih kućanstava. Prema popisu stanovništva iz 2011. Otrić-Seoci su imali 657 stanovnika.
| broj stanovnika |       |       | 380   | 172   | 501   | 488   | 738   | 509   | 513   | 670   | 667   | 794   | 807   | 850   | 841   | 657   | 689   |
|                 | 1857. | 1869. | 1880. | 1890. | 1900. | 1910. | 1921. | 1931. | 1948. | 1953. | 1961. | 1971. | 1981. | 1991. | 2001. | 2011. | 2021. |

## Sakralni objekti
| Župna crkva sv. Nikole |  | Župna crkva sv. Nikole |
| Župna crkva sv. Nikole |  | Crkva sv. Roka         |

### Crkva svetog Nikole
Prvi spomen na ovu crkvu datira u 1733. u Knjizi vjenčanih župe Podjezerje. Župnom crkvom postala je 1798. S obzirom na to da je bila malih dimenzija, 1852. je podignuta, a 1856. produžena. Zvonik je sagrađen 1965. za vrijeme župnika don Ćire Burića, a obnovljena je 1988. za vrijeme don Ante Matešana. Osim obnove, crkva je istom prigodom proširena, sagrađen je kor te napravljen novi oltar koji je blagoslovio nadbiskup Ante Jurić 2. travnja 1998. Pročelje i zvonik obloženi su kamenom 1998. (za župnika don Nevena Vukovića), a 14 postaja Križnog puta prema crkvi sv. Roka izgrađeno je za župnikovanja don Nevena Vukovića 1997. do 2001.

### Crkva svetog Roka
Crkva duga 9,20 i široka 5 metara nalazi se na brdu Gračini iznad Otrića. Nije poznato vrijeme njene gradnje. Na njenu mjestu se nalazila ilirska gradina a u srednjem vijeku i nekropola stećaka. Više je puta stradala od udara groma, a za vrijeme župnika Matešana djelomično je obnovljena i popravljena. Na vrhu pročelja je preslica za dva zvona. Zajedno s arheološkim nalazištem zaštićeno je kulturno dobro.

## Obrazovanje
U Otrić-Seocima djeluje osmogodišnja osnovna škola 'Otrić-Dubrave' koju pohađa 70-ak učenika. Od ožujka 2013. godine s radom je započeo i Područni dječji vrtić Otrić-Seoci koji djeluje u sastavu Dječjeg vrtića Metković.